# 孔甲 (夏)
孔甲（こうこう）は、夏朝の第14代帝。
孔甲はいわゆる暴君であり、性格が淫乱であり、自分を鬼神に擬することを好んだ。そのため、諸侯は夏朝から離れていった。
在位中に雌雄一対の竜が天から降りてきたが、豢龍氏（龍の飼育に携わる氏族）がいなかった為、養うことができなかった。竜が天から降りてくるということは吉兆であり、それに対応できないということは夏の徳が衰えているということを意味する。そこで、劉累という者が竜を養おうとしたが、雌のほうの竜は死んでしまった。劉累は、死んだ竜の肉を孔甲に献上した。竜の肉は美味だったので、孔甲はさらに竜の肉を求めたが、調達できるわけもなく、劉累は逃げた。
なお、史記（周本紀）によれば、夏王朝の頃に竜が2匹降りてきたが、占いで竜の吐く泡を貰い受けることが吉と出たので、竜から泡を貰い受けた。この竜の泡は、殷・周に引き継がれ、周代にこの泡から褒姒が生まれたという。